# إخماد حرائق الغابات
إخماد حرائق الغابات هو مجموعة من أساليب مكافحة الحرائق المستخدمة لإخمادحرائق الغابات. تتطلب جهود مكافحة الحرائق في المناطق البرية البرية تقنيات ومعدات وتدريبًا مختلفًا من هيكل مكافحة الحرائق الأكثر شيوعًا الموجود في المناطق المأهولة بالسكان. تعمل هذه الطواقم المدربة على حرائق الغابات جنبًا إلى جنب مع طائرات مكافحة الحرائق الجوية المصممة خصيصًا لإخماد النيران وإنشاء خطوط النار وإطفاء اللهب ومناطق الحرارة لحماية الموارد والبرية الطبيعية. يعالج إخماد حرائق الهشيم أيضًا قضايا الواجهة بين المناطق البرية والحضرية حيث تتاخم المناطق المأهولة بالسكان مناطق برية.
في الولايات المتحدة ودول أخرى، ساهم إخماد حرائق الغابات بشكل عدواني بهدف الحد من الحرائق في تراكم أحمال الوقود مما زاد من مخاطر اندلاع حرائق كبيرة وكارثية.

## تاريخ

### كندا
تحتوي كندا على ما يقارب 3964000 كيلومتر مربع من أراضي الغابات. خمسة وسبعون في المئة من هذه الغابات الشماليةتتكون أساسًا من الأشجار الصنوبرية، وأكثر من 90 في المئة من أراضي الغابات الكندية مملوكة ملكية عامة، والحكومات الإقليمية والأقاليمية مسؤولة عن أنشطة إخماد الحرائق. يوفر مركز حرائق الغابات الفيدرالي الكندي المشترك بين الوكالات (CIFFC) خدمات تشغيلية لمكافحة الحرائق ووصلات لجميع وكالات مكافحة الحرائق في المقاطعات والأقاليم.
خلال سنة نموذجية، كان هناك أكثر من 9000 حريق غابات في كندا، حُرق ما متوسطه 2.5 مليون هكتار أو 9700 ميل مربع (25000 كم 2).
يمكن أن يختلف عدد الحرائق والمساحة المحترقة بشكل كبير من سنة إلى أخرى، متوسط تكاليف الإخماد هو 500 مليون دولار إلى 1 مليار دولار سنويًا.
في كندا، يتسبب الناس في ثلثي حرائق الغابات، بينما يتسبب البرق في الثلث المتبقي. على الرغم من ذلك تمثل حرائق الصواعق أكثر من 85 في المئة من المساحة المحروقة في كندا ويرجع ذلك إلى حد كبير إلى أن العديد من الحرائق التي تسببها الصواعق تحدث في مناطق نائية يتعذر الوصول إليها، حاليًا تجري مكافحة نحو تسعين بالمئة من حرائق الغابات، بشكل عام تُعطى الحرائق القريبة من المجتمعات والبنية التحتية الصناعية والغابات ذات القيمة التجارية والترفيهية العالية أولوية عالية لجهود الإخماد في المناطق النائية والمتنزهات البرية. قد تُترك الحرائق لتشتعل كجزء من الدورة البيئية الطبيعية.

### الولايات المتحدة
احتضنت مجتمعات السكان الأصليين النار كحليف في الحفاظ على الطبيعة ولكن بمجرد أن بدأت حرائق الغابات في النمو في جميع أنحاء الولايات المتحدة بدأت حرائق الغابات في إحداث دمار غير مسبوق للممتلكات وأسفرت في بعض الأحيان عن خسائر فادحة أدى التأثير الأكبر على حياة الناس إلى تدخل الحكومة وتغييرات في كيفية معالجة حرائق الغابات.
حدثت إحدى أولى نقاط التحول لفلسفات مكافحة الحرائق في الولايات المتحدة في أكتوبر 1871، عام حريق شيكاغو العظيم بعد ست سنوات من الحرب الأهلية، دمر الحريق أكثر من 17000 مبنى في جميع أنحاء مدينة Windy وقلب حياة الآلاف من الأرواح ودمر مجتمع الأعمال المزدهر، والذي لم يتعافى تمامًا حتى جاء المعرض العالمي إلى شيكاغو في عام 1893. 
ترك حريق شيكاغو العظيم علامة لا تمحى على المدينة وجاء الكثير من تأثيره الدائم على إدخال قوانين بناء أكثر منطقية. ومع ذلك، اندلع حريق آخر في نفس يوم حريق شيكاغو ناقشه عدد قليل من الناس كان أكبر بكثير من حريق شيكاغو وكان أكثر فتكًا وكان له تأثير أكبر على الحكومة الفيدرالية ودورها في إدارة الحرائق.
اندلع حريق Peshtigo في صباح يوم 8 أكتوبر 1871 اندلع حريق وقد بقي لمدة ثلاثة أيام، وعلى الرغم من اختلاف التقديرات فإن الإجماع هو أنه قتل أكثر من 1200 شخص - ولا يزال أكثر حرائق الغابات فتكًا في التاريخ الأمريكي.
بالإضافة إلى عدد القتلى، أتت النيران على أكثر من 1.2 مليون فدان من الأراضي وامتدت إلى البلدات المجاورة حيث تسببت في مزيد من الأضرار. تدمرت بلدة بيشتيجو بأكملها في غضون ساعة من بدء الحريق.
انتشرت أخبار الدمار التاريخي ببطء، سرعان ما أدرك الناس أنه بالإضافة إلى حريق شيكاغو الكبير وحريق بيشتيجو وقع حريق آخر في ميتشجان في نفس الوقت أدى إلى حرق أكثر من مليوني فدان.
نتيجة اندلاع حريق عام 1871، رأت الحكومة الفيدرالية أنها بحاجة إلى التحرك. أدى ذلك في عام 1876 إلى إنشاء مكتب الوكيل الخاص في وزارة الزراعة الأمريكية لتقييم جودة وظروف الغابات في الولايات المتحدة بصفتها رائدًا لخدمة الغابات الأمريكية، كانت هذه هي المرة الأولى التي توضع فيها إدارة حرائق الغابات تحت إشراف الحكومة.